# Mens
Cet article possède un paronyme, voir Mons.
Pour les articles homonymes, voir Mens (homonymie).
Mens est une commune française, située dans le département de l'Isère en région Auvergne-Rhône-Alpes. Son nom se prononce comme « mince » (en API [mɛ̃s]).
Ses habitants sont appelés les Mensois.

## Géographie

### Situation et description

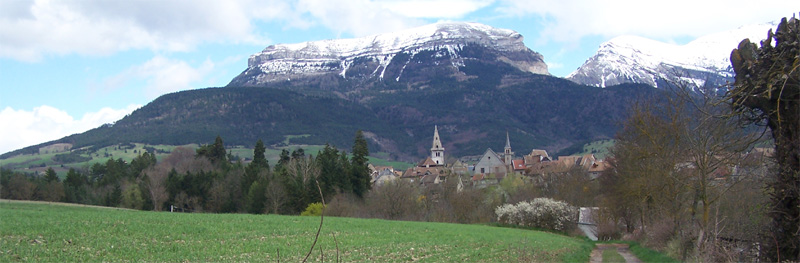
Vue générale de Mens dominée par le Châtel.

Située à 55 km au sud de Grenoble, Mens est la capitale du Trièves, grand plateau glaciaire situé entre les massifs du Vercors (à l'ouest) et du Dévoluy (à l'est).
Jusqu'au nouveau découpage territorial, Mens était le chef-lieu du canton de Mens. Depuis 2015, il fait partie du canton de Matheysine-Trièves. L'ancien canton de Mens étant le plus méridional du département, en limite des départements des Hautes-Alpes et de la Drôme, des Alpes du Nord et des Alpes du Sud, il bénéficie d'un climat plus chaud et plus sec que les massifs ou vallées voisins du Vercors, de la Matheysine ou de l'Oisans.
La commune est au centre du principal bassin agricole du Trièves. Le canton dont elle est le chef-lieu est séparé des territoires voisins par les gorges profondes du Drac et de l'Ébron.

### Communes limitrophes
Les communes limitrophes sont au nombre de cinq depuis la création de la commune nouvelle de Châtel-en-Trièves.
Historiquement, les autres communes du canton étaient Cordéac, Lavars et Tréminis. Après la Révolution, le canton de Mens comprenait également la commune de Pellafol, rattachée ensuite au canton de Corps. La commune de Tréminis, maintenant rattachée au canton de Mens, faisait alors partie du canton de Clelles.

### Climat
Pour des articles plus généraux, voir Climat d'Auvergne-Rhône-Alpes et Climat de l'Isère.
En 2010, le climat de la commune est de type climat des marges montargnardes, selon une étude du Centre national de la recherche scientifique s'appuyant sur une série de données couvrant la période 1971-2000. En 2020, Météo-France publie une typologie des climats de la France métropolitaine dans laquelle la commune est exposée à un climat de montagne ou de marges de montagne et est dans la région climatique  Alpes du sud, caractérisée par une pluviométrie annuelle de 850 à 1 000 mm, minimale en été.
Pour la période 1971-2000, la température annuelle moyenne est de 9,4 °C, avec une amplitude thermique annuelle de 17,5 °C. Le cumul annuel moyen de précipitations est de 967 mm, avec 8,8 jours de précipitations en janvier et 6 jours en juillet. Pour la période 1991-2020, la température moyenne annuelle observée sur la station météorologique de Météo-France la plus proche, « Saint-Baudille », sur la commune de Saint-Baudille-et-Pipet à 4 km à vol d'oiseau, est de 9,1 °C et le cumul annuel moyen de précipitations est de 1 082,0 mm,. Pour l'avenir, les paramètres climatiques de la commune estimés pour 2050 selon différents scénarios d'émission de gaz à effet de serre sont consultables sur un site dédié publié par Météo-France en novembre 2022.

### Voies de communication et transport
Légèrement à l'écart des axes routiers, Mens est desservi à l'ouest par la D 1075, la ligne T95 du réseau Cars Région qui relie la gare routière de Grenoble jusqu'à Mens et la ligne SNCF Grenoble-Gap (gare de Clelles - Mens), à l'est par la RN 85 ou route Napoléon.
Depuis 2007, l'arrivée de l'autoroute A51 au col du Fau, à 20 km de la commune, a permis l'installation d'une population nouvelle qui relance la dynamique démographie de la commune.

## Urbanisme

### Typologie
Au 1er janvier 2024, Mens est catégorisée bourg rural, selon la nouvelle grille communale de densité à sept niveaux définie par l'Insee en 2022.
Elle est située hors unité urbaine et hors attraction des villes,.

### Occupation des sols
L'occupation des sols de la commune, telle qu'elle ressort de la base de données européenne d’occupation biophysique des sols Corine Land Cover (CLC), est marquée par l'importance des territoires agricoles (62,2 % en 2018), une proportion sensiblement équivalente à celle de 1990 (62,5 %). La répartition détaillée en 2018 est la suivante : 
forêts (33,6 %), prairies (29,6 %), terres arables (16,4 %), zones agricoles hétérogènes (16,2 %), milieux à végétation arbustive et/ou herbacée (1,8 %), zones urbanisées (1,7 %), espaces ouverts, sans ou avec peu de végétation (0,7 %). L'évolution de l’occupation des sols de la commune et de ses infrastructures peut être observée sur les différentes représentations cartographiques du territoire : la carte de Cassini (XVIIIe siècle), la carte d'état-major (1820-1866) et les cartes ou photos aériennes de l'IGN pour la période actuelle (1950 à aujourd'hui).

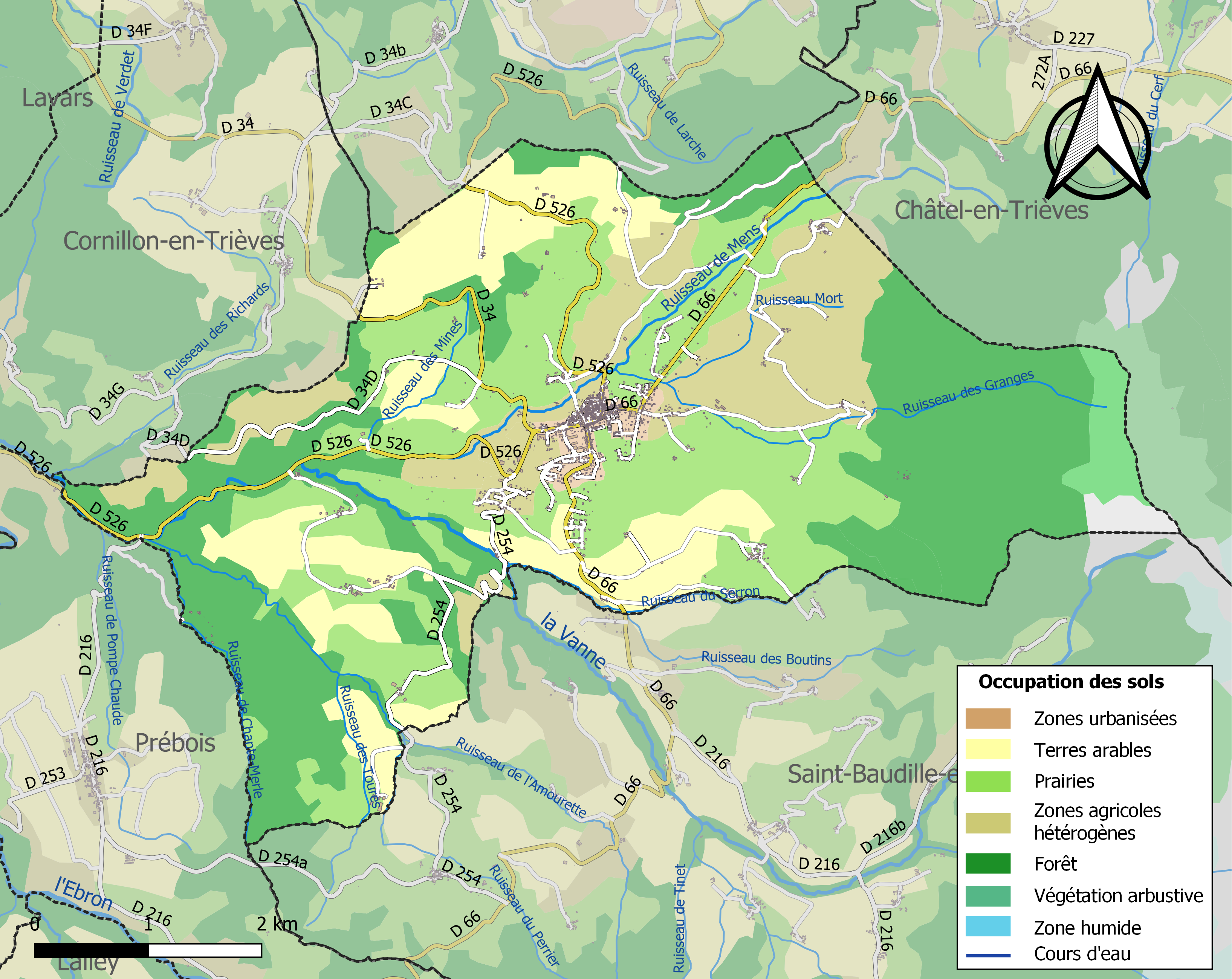
Carte des infrastructures et de l'occupation des sols de la commune en 2018 (CLC).

### Lieux-dits et écarts
Les principaux hameaux sont : Menglas, Milmaze, Foreyre, Pierre-Longue, Saint-Genis (siège d'une commune indépendante jusqu'à son rattachement à Mens en 1973), Mentayre, Ser Clapi.
Hameaux et fermes constituent les écarts, organisés concentriquement autour du bourg et témoignant d'étapes successives d'extension du territoire agricole.
Les limites communales, situées sur des reliefs ou dans des gorges, sont le plus souvent occupées par des pinèdes, dont certaines ont recolonisé d'anciens écarts, abandonnés pendant l'exode rural (hameau du Verdier, domaine de Raud maintenant occupé par le Centre écologique Terre vivante).
On trouve de nombreux toponymes avec « pierre » dans les alentours : Pierre longue, Pierre grosse, Pierre des sacrifices, etc..

### Risques naturels et technologiques

#### Risques sismiques
L'ensemble du territoire de la commune de Mens est situé en zone de sismicité no 3 dite « modérée » (sur une échelle de 1 à 5), comme la plupart des communes de son secteur géographique. Elle se situe cependant non loin  de la limite d'une zone sismique classifiée de « moyenne », située plus au nord.
| Type de zone | Niveau            | Définitions (bâtiment à risque normal) |
| ------------ | ----------------- | -------------------------------------- |
| Zone 3       | Sismicité modérée | accélération = 1,1 m/s2                |

## Toponymie
Plusieurs hypothèses sont avancées quant à l'origine du nom de la localité.
Selon certaines, son nom serait attesté sous la forme Menz au XIIe siècle. Menz serait alors un nom de personne gaulois Mincios, Mincius, pris absolument, sous-entendu *Mincium fundum.
Pour d'autres[Qui ?], Mens se serait appelée Saint-Mens.
Une chose est certaine : Mens porte déjà son nom actuel au Haut Moyen Âge.

## Histoire

### Antiquité et Moyen Âge
Le Trièves était habité par les Tricores, une tribu Voconce qui s'est romanisée sous la domination romaine.
À l'époque impériale il existait, approximativement à l'emplacement de l'actuel village, un marché appelé Forum Neronis[réf. nécessaire], créé par le général romain Tiberius Néron, pontife de Jules César vers 55 av. J.-C..
Au Moyen Âge, le village est fortifié. Une famille anglaise Mens l'a fortifié en se dirigeant sur Jérusalem. Elle a ainsi participé à bouter hors de Provence les Sarrasins. L'actuel quartier historique de Mens en rappelle l'étendue. L'église primitive du XIe siècle est développée d'abord par les Templiers au XIIe siècle, puis au XIVe siècle.
Au XIIIe siècle, Mens devient véritablement la capitale du Trièves, avec son marché hebdomadaire où les cours des denrées et des bestiaux étaient fixés. La prospérité de Mens  tient aussi à son artisanat, alors très actif : cloutiers (petit filon de fer à Montvallon), potiers, tuiliers (veines d’argile) et surtout tisserands (laine, lin et chanvre surtout). Les toiles à voile sont réputées et vendues jusqu’à Beaucaire. Pendant cette période, le commerce est plus axé sur le Midi et le Diois que sur Grenoble (manque de voies de communication).

### Temps Modernes

#### Au temps de la Réforme

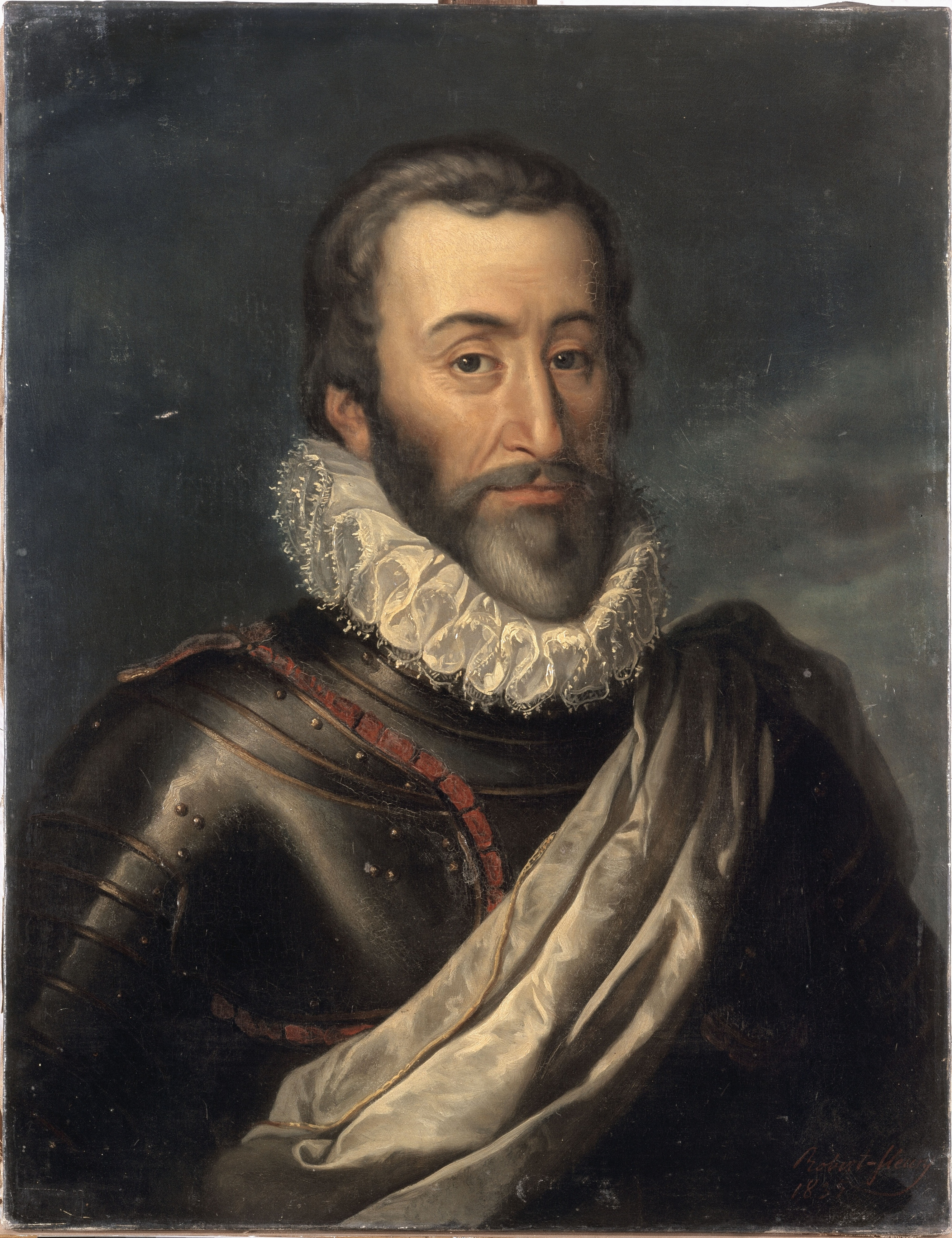
François de Bonne de Lesdiguières

Au XVIe siècle, le connétable Lesdiguières  devient  gouverneur du Dauphiné en 1612. Chef militaire hors pair, diplomate et négociateur habile, qualifié par Henri IV « de rusé comme un renard », François de Bonne de Lesdiguières fait de Mens une place forte du protestantisme. En 1573, ce protestant convaincu a fait de Mens son bastion militaire, dissuadant les attaques des troupes catholiques. Dès le milieu du XVIe siècle, un temple est édifié dans le bourg, qu'on surnomme désormais "la petite Genève des Alpes".
Le village compte alors 1200 habitants dont 90 % de protestants. Alors que les guerres de Religion opposant catholiques et protestants sévissent en France, Mens fait exception.

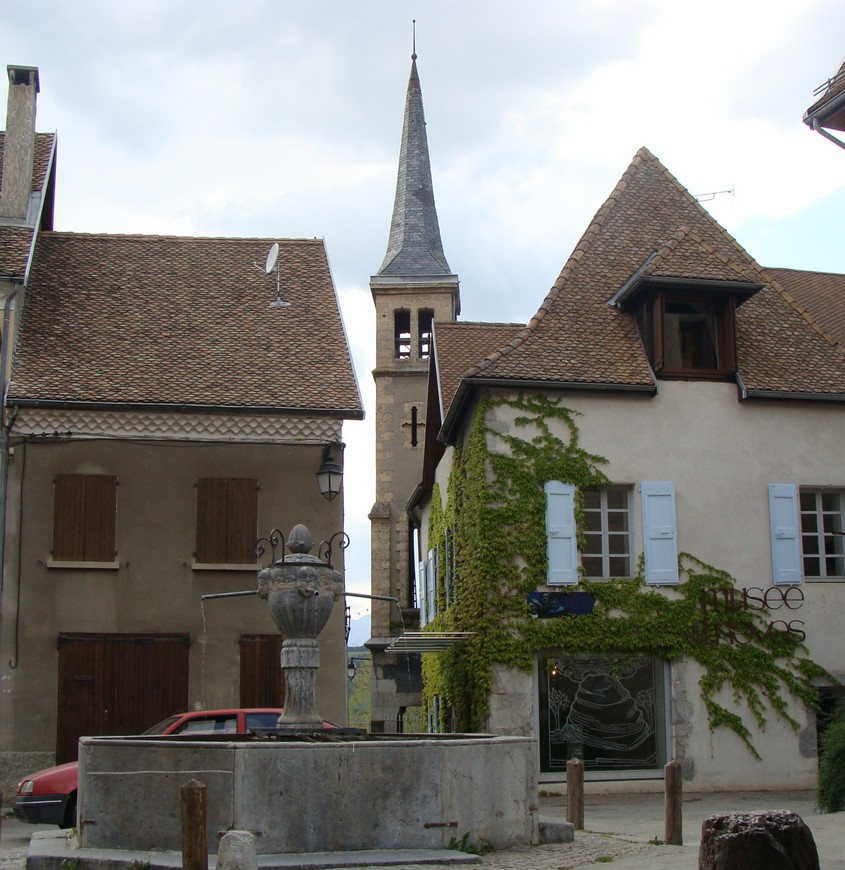
Temple protestant de Mens

#### Révocation de l'édit de Nantes
En 1685, avec la révocation de l'édit de Nantes, le catholicisme s’impose et 300 protestants mensois, sur 1 200 habitants, choisissent l’exil. D’autres poursuivent leur culte dans la clandestinité.
Le parlement de Grenoble cherche à nettoyer ce nid de protestants et envoie régulièrement ses troupes. Beaucoup de huguenots sont  inquiétés, mis en prison ; les femmes envoyées au couvent. Jean Bérenger, que l'on appelle le pasteur Colombe, responsable de la « Religion Prétendue Réformée » sur tout le Dauphiné, est condamné deux fois à mort  par contumace. Il est brûlé en effigie sur la place du Breuil.
Patrimoine religieux : ancien bastion du protestantisme en Dauphiné, Mens garde ses deux clochers (église catholique et temple protestant), ainsi que de nombreux cimetières privés, tous protestants, datant de l'époque où les Réformés n'avaient pas le droit d'enterrer les leurs en terre « chrétienne » ; il y a aussi deux cimetières publics, l'un catholique et l'autre protestant.

### Époque contemporaine

#### LeXVIIIesiècle
Avec l'édit de tolérance en 1787, et surtout avec le Premier Empire, la liberté de religion est rétablie, mais la ferveur des fidèles a beaucoup faibli.

#### LeXIXesiècle
Un jeune évangéliste, Félix Neff, arrivé de Genève en 1821, ranime alors le protestantisme en Trièves. C’est l’initiateur de « l’École modèle », longtemps la seule école normale protestante de France, qui fonctionne de 1834 à 1914.
Dès lors, Mens se développe comme nœud de communications, mais aussi grâce à son activité de tissage du chanvre. Une usine de soie est construite en 1895 et fermera ses portes en 1962. Aujourd'hui, le tourisme a permis de compenser l'exode rural, et Mens attire désormais des citadins séduits par le calme et la nature préservée du Trièves.

#### LeXXesiècle
Pendant la Seconde Guerre mondiale, Mens est proche des maquis, notamment celui du Pas de l'Aiguille où s'engagent plusieurs jeunes Mensois. Des familles juives ont été accueillies dans la région.
Édouard Arnaud, maire de Mens et propriétaire du « Café des Arts »  est arrêté  par les Allemands pour fait de résistance en juillet 1944. Il est envoyé au camp de Neuengamme où il meurt d'épuisement le 29 janvier 1945 ; il sera, malgré son absence, élu maire aux élections de mai 1945, Mens ne connaîtra son décès qu'en juin 1945.

## Politique et administration

### Liste des maires
| Période   | Période   | Identité             | Étiquette     | Qualité |
| --------- | --------- | -------------------- | ------------- | --- |
| 1900      | 1904      | Paul Sennebier       | n.c.          | |
| 1904      | 1912      | Édouard Besson       | n.c.          | Deux mandats |
| 1912      | 1923      | Charles Dellorenzi   | n.c.          | Deux mandats |
| 1923      | 1925      | Louis Rippert        | n.c.          | Décédé en fonction le 6 décembre 1925 |
| 1925      | 1929      | Albert Baup          | n.c.          | |
| 1929      | 1941      | Paul Brachet         | n.c.          | Deux mandats ; décédé en fonction le 2 novembre 1941                                                                                               |
| 1941      | 1944      | Édouard Arnaud       | n.c.          | Arrêté par les nazis en juin 1944 (Cf. ci-dessous)                                                                                                 |
| oct. 1944 | mai 1945  | René Édouard Galland | n.c.          | Désigné par le comité local de libération |
| mai 1945  | oct. 1946 | Édouard Arnaud       | n.c.          | Déporté au camp de Neuengamme en juillet 1944, meurt le 29 janvier 1945. Élu en son absence : Mens ne connaîtra en effet son décès qu'en juin 1945 |
| oct. 1946 | 1947      | Jean Rolland         | n.c.          | À la suite de la démission du conseil, à l'origine de nouvelles élections                                                                          |
| 1947      | 1953      | Édouard Henri Darier | n.c.          | |
| 1953      | 1959      | Louis Joseph Brun    | MRP           | Conseiller général du canton de Mens de 1949 à 1955                                                                                                |
| 1959      | 1971      | Roger Brachet        | Rad. puis MRG | Deux mandats ; conseiller général du canton de Mens de 1955 à 1979                                                                                 |
| 1971      | 1977      | Roland André Chabert | n.c.          | |
| 1977      | 1983      | Pierre Rolland       | DVG           | Conseiller général du canton de Mens de 1979 à 1983                                                                                                |
| 1983      | 1989      | Dr Marc Simond       | n.c.          | |
| 1989      | 2001      | Philippe Richard     | n.c.          | |
| 2001      | 2008      | Philippe Gazin       | DVD           | Éducateur spécialisé, directeur d'établissements médico-sociaux                                                                                    |
| 2008      | 2014      | Annette Pellegrin    | PS            | Agent des PTT ; conseillère générale du canton de Mens de 2004 à 2015                                                                              |
| 2014      | 2020      | Bernard Coquet       | SE            | Retraité de la fonction publique |
| 2020      | En cours  | Pierre Suzzarini     | SE            | Infirmier libéral |

## Population et société

### Démographie
L'évolution du nombre d'habitants est connue à travers les recensements de la population effectués dans la commune depuis 1793. Pour les communes de moins de 10 000 habitants, une enquête de recensement portant sur toute la population est réalisée tous les cinq ans, les populations de référence des années intermédiaires étant quant à elles estimées par interpolation ou extrapolation. Pour la commune, le premier recensement exhaustif entrant dans le cadre du nouveau dispositif a été réalisé en 2006.

En 2022, la commune comptait 1 431 habitants, en évolution de +2,43 % par rapport à 2016 (Isère : +3,07 %, France hors Mayotte : +2,11 %).
| 1793  | 1800  | 1806  | 1821  | 1831  | 1836  | 1841  | 1846  | 1851  |
| ----- | ----- | ----- | ----- | ----- | ----- | ----- | ----- | ----- |
| 2 009 | 1 883 | 1 992 | 1 828 | 1 884 | 1 924 | 2 126 | 2 135 | 2 093 |

| 1856  | 1861  | 1866  | 1872  | 1876  | 1881  | 1886  | 1891  | 1896  |
| ----- | ----- | ----- | ----- | ----- | ----- | ----- | ----- | ----- |
| 1 852 | 1 903 | 1 951 | 1 967 | 1 965 | 2 083 | 1 898 | 1 728 | 1 706 |

| 1901  | 1906  | 1911  | 1921  | 1926  | 1931  | 1936  | 1946  | 1954  |
| ----- | ----- | ----- | ----- | ----- | ----- | ----- | ----- | ----- |
| 1 734 | 1 646 | 1 539 | 1 233 | 1 144 | 1 153 | 1 257 | 1 123 | 1 207 |

| 1962  | 1968  | 1975  | 1982  | 1990  | 1999  | 2006  | 2011  | 2016  |
| ----- | ----- | ----- | ----- | ----- | ----- | ----- | ----- | ----- |
| 1 137 | 1 090 | 1 139 | 1 116 | 1 129 | 1 175 | 1 382 | 1 370 | 1 397 |

| 2021  | 2022  | - | - | - | - | - | - | - |
| ----- | ----- | - | - | - | - | - | - | - |
| 1 419 | 1 431 | - | - | - | - | - | - | - |

### Enseignement
La commune est rattachée à l'académie de Grenoble.

### Médias
Historiquement, le quotidien régional Le Dauphiné libéré consacre, chaque jour, y compris le dimanche, dans son édition de Romanche et Oisans, un ou plusieurs articles à l'actualité de la communauté de communes, du canton, ainsi que des informations sur les éventuelles manifestations locales.
La commune est située sur l'aire de diffusion de radio Ici Isère, une radio publique qui émet sur tout le territoire du département de l'Isère.
Depuis 2014, une radio associative locale, Radio Dragon, émet depuis son local place de la Halle, dans le centre historique du village. Elle émet sur la région Trièves - Matheysine - le Baumont - Valbonais sur les fréquences 104.4 et 96.8

### Cultes
L'église (propriété de la commune) et la communauté catholique de Mens dépendent de la paroisse Notre-Dame d'Esparron (Relais de Notre-Dame de l'Assomption), elle-même rattachée au diocèse de Grenoble-Vienne.
Le temple protestant de Mens (lié à l’Eglise Protestante Unie de France) fait aussi partie du paysage religieux du village.

## Économie

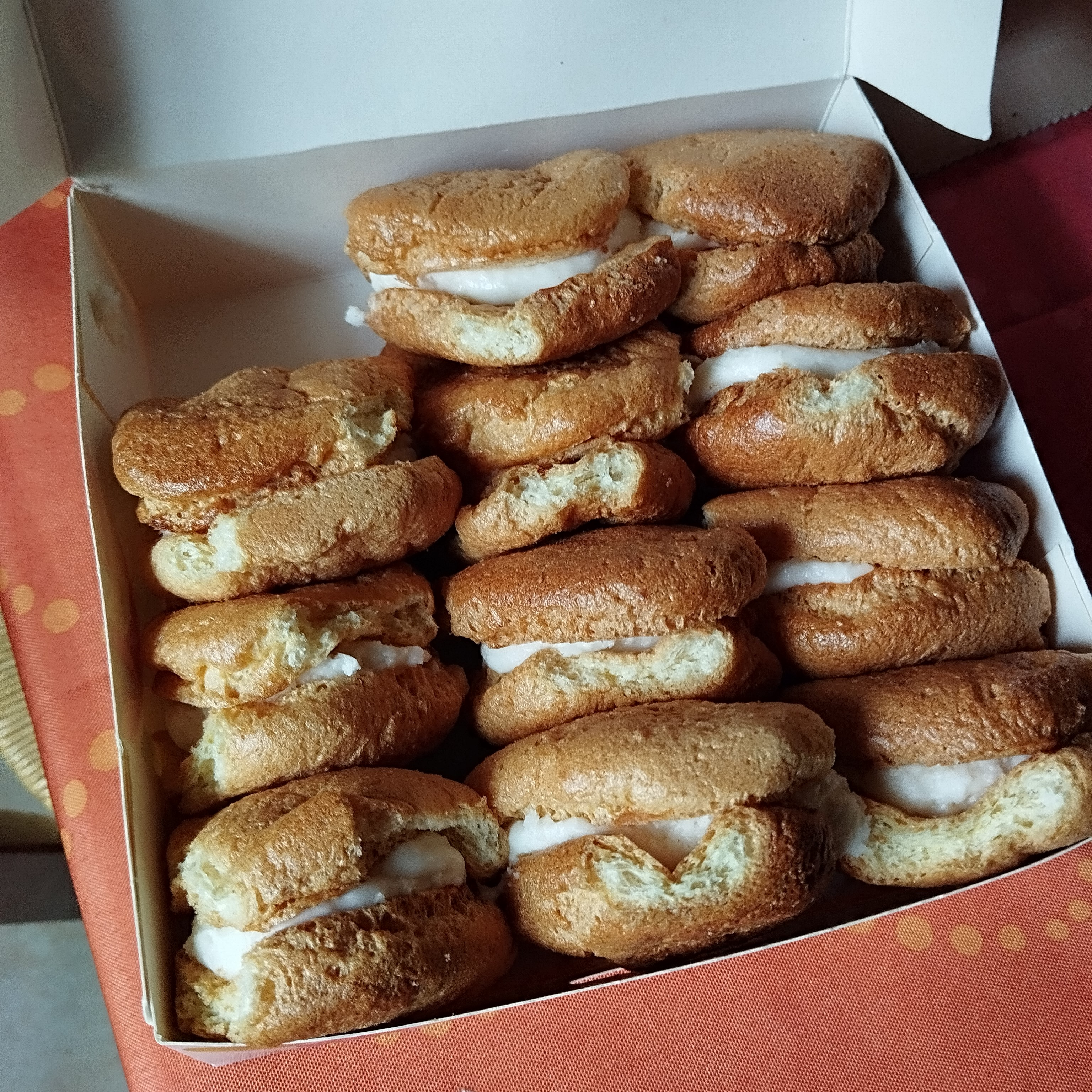
Les bouffettes de Mens.

En visitant Mens, il est impossible d'ignorer la fameuse bouffette composée de deux biscuits de Savoie (sorte de génoise) fourrés avec une crème vanillée à base de sucre glace et de crème fraîche dont la recette de la famille Perrier, boulangers de père en fils, est tenue secrète depuis plusieurs générations.
Parmi les autres spécialités locales, les ravioles du Trièves figurent parmi les incontournables plats; petits raviolis généralement fourrés de fromage local ainsi que d'herbes aromatiques.
La commune bien que petite compte un certain nombre de commerces, attestant de la vitalité de celle ci : une cave à vins, deux pâtisseries, deux boulangeries, une petite épicerie, un salon de coiffure, un magasin de poterie, une librairie généraliste, un bureau de tabac, un magasin d'artisanat local, une mercerie, une fleuriste, un magasin de création et couture, un réparateur de vélos, 5 cafés-restaurants, un camping, une auberge, un glacier, un café-internet et une supérette.
Le Samedi matin le marché se tient sur trois places du village et attire un grand nombre de personnes des villages avoisinants. On y retrouve un grand nombre de producteurs et productrice du Trièves et de la région.

## Culture locale et patrimoine

### Lieux et monuments

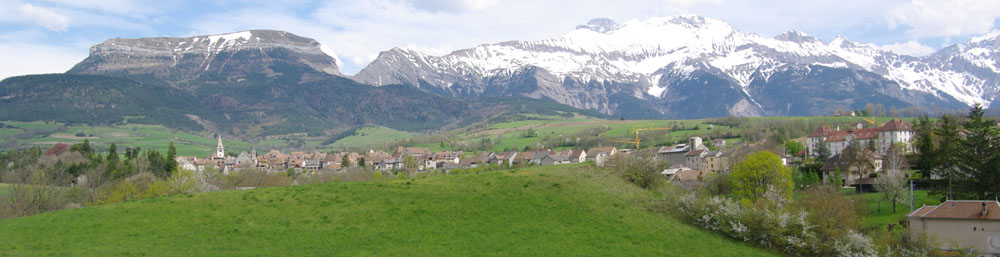
Le village de Mens depuis la vallée, vue sur l'Obiou et le Châtel

- Dans le vieux bourg, sur la place de la Halle, la halle de Mens du XVe siècle et la fontaine sont inscrites au titre des monuments historiques par arrêté du 23 mai 1961[25],[26].
- La fontaine de la place de la Mairie est inscrite au titre des monuments historiques par arrêté du 23 mai 1961[27], ainsi que la fontaine de la place Paul-Brachet[28].
- L'église de l'Assomption de Mens, bâtie en XIe et XIIe siècles et modifiée en XIXe siècle, est inscrite au titre des monuments historiques par arrêté du 19 mai 1987[29].
- Dans le vieux bourg, les deux devantures et le décor intérieur du Café des Arts sont partiellement inscrits au titre des monuments historiques par arrêté du 23 janvier 1989[30].
- La ferme du Thau est labellisée Patrimoine en Isère[31].
- Église Notre-Dame, dans le vieux bourg
- Dans le vieux bourg, temple protestant de Mens : ancienne maison de Lesdiguières, aménagée en temple en 1825-1826.
- Dans le village, école modèle protestante. Fondée au XIXe siècle pour former des instituteurs, elle abrite maintenant un centre de gérontologie.
- Pierre des sacrifices, curieuse pierre située au pied de la montagne de Châtel, à 3 km du bourg.

Quelques photos de lieux et monuments de la ville de Mens
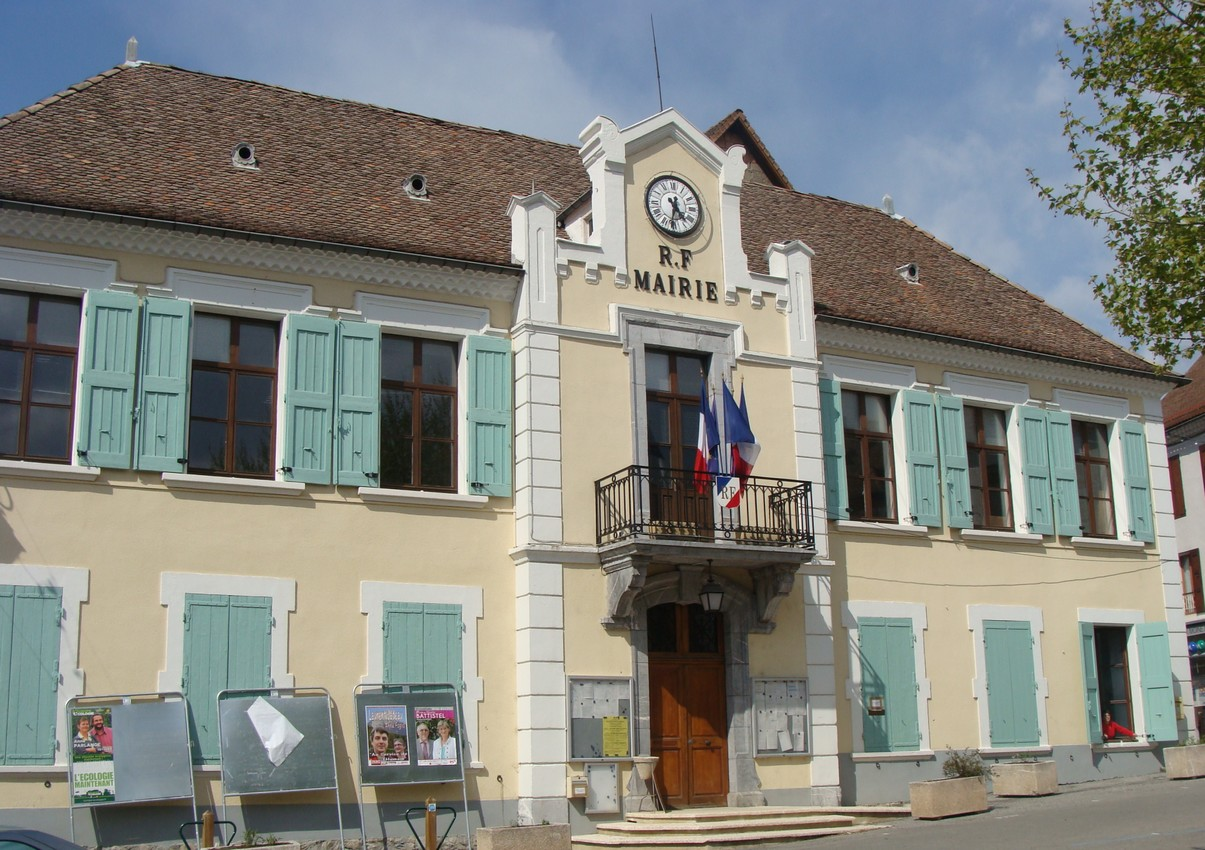
La mairie.
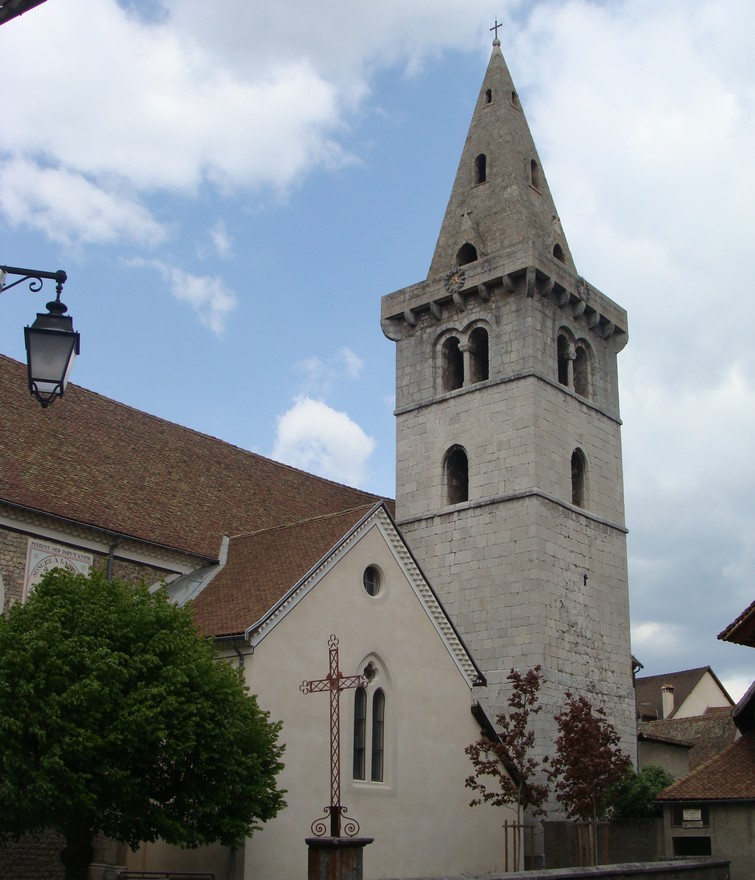
L'église Notre-Dame.
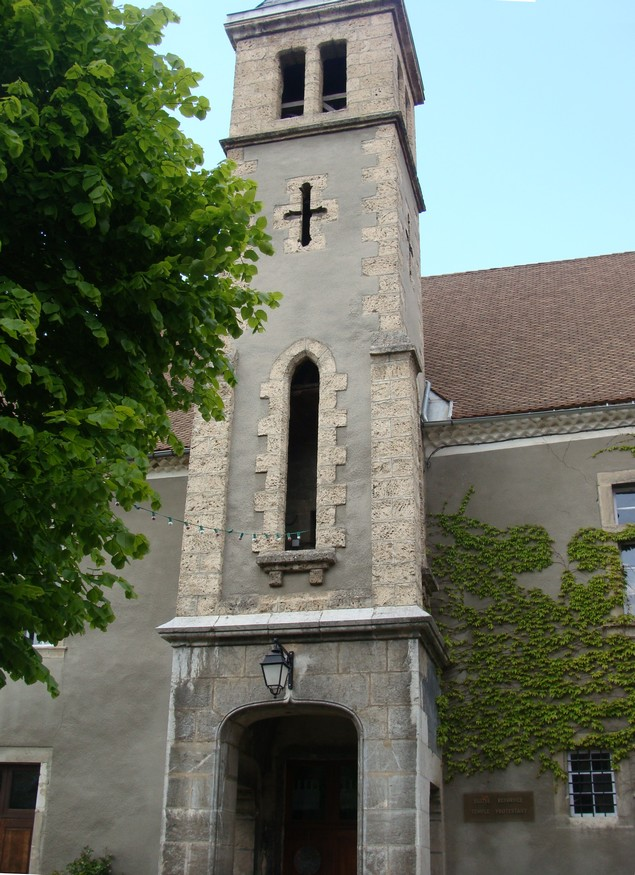
Le temple.
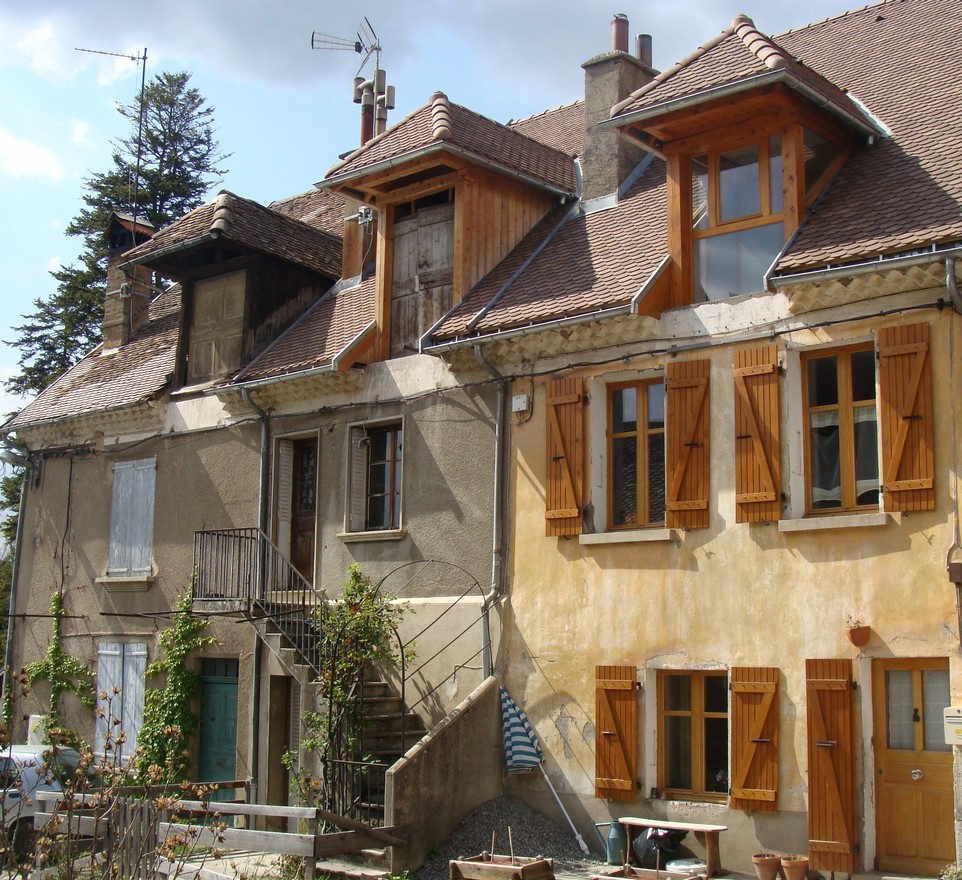
Maisons traditionnelles.
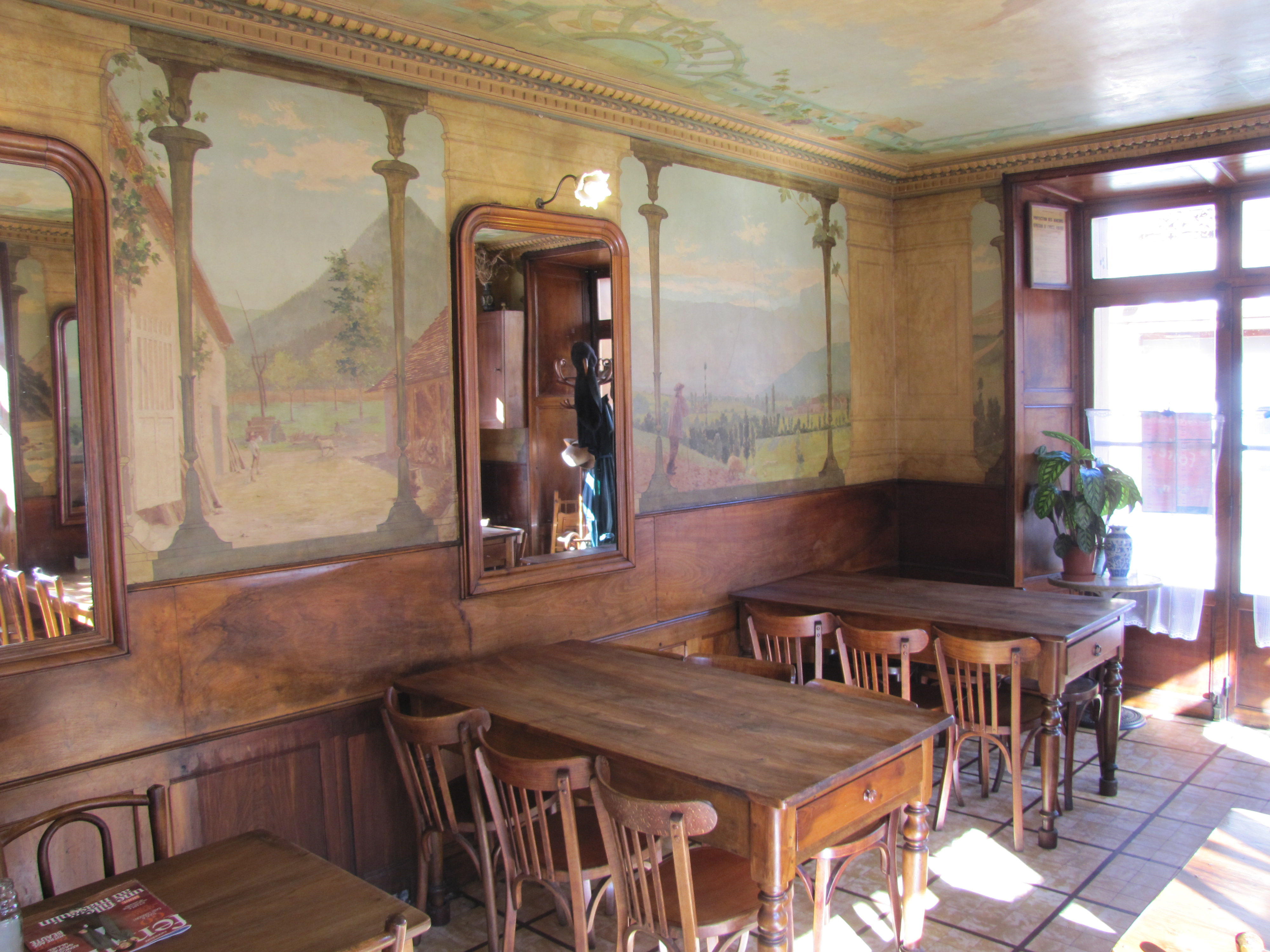
Café des Arts

d'autres photos sont disponibles sur Wikimedia Commons

### Patrimoine culturel

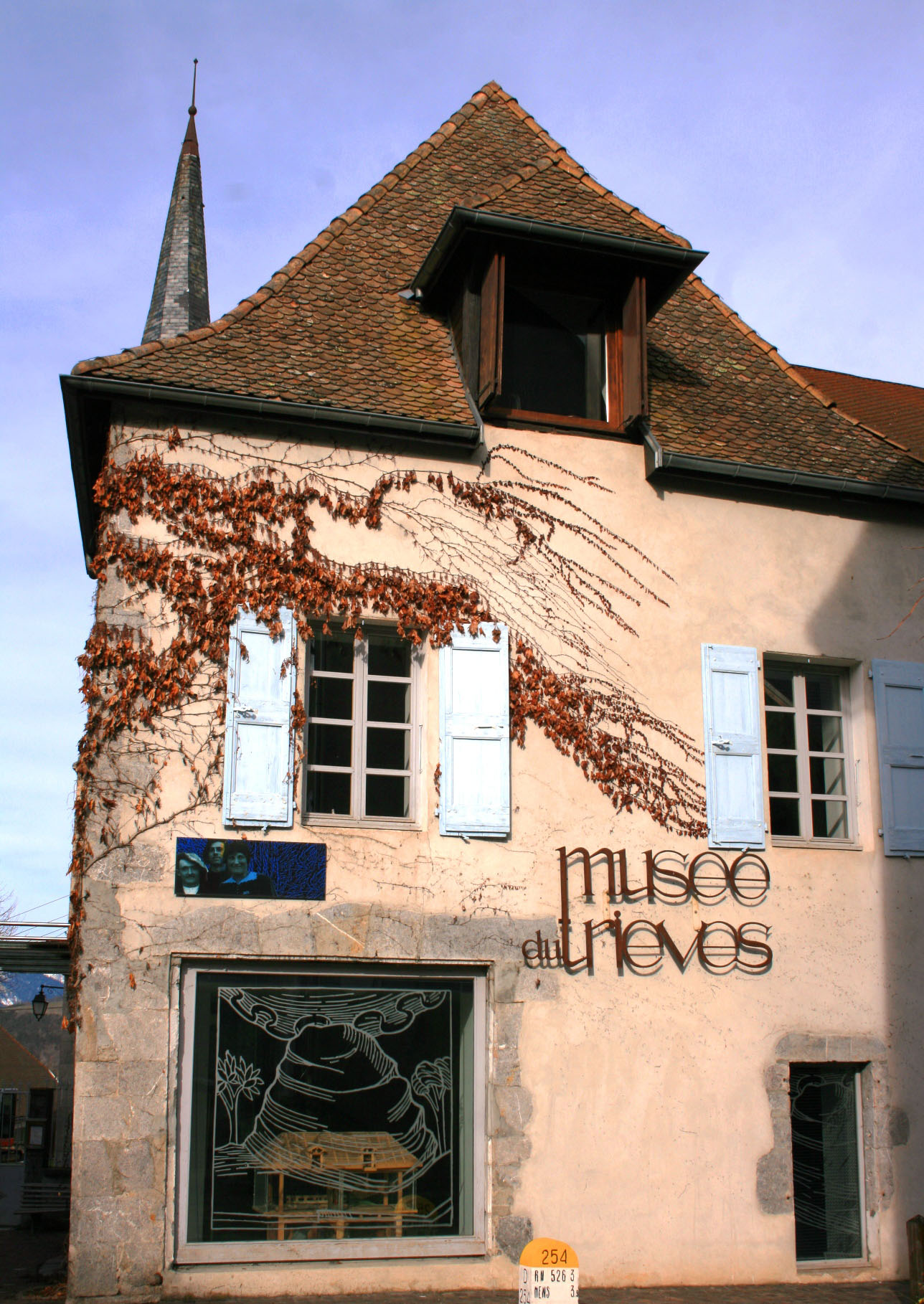
Le musée du Trièves.

- Musée du Trièves, créé en 1999 et situé dans le bourg[32]
- Centre écologique Terre vivante[33], à 5 km du bourg. Unique en France, ce centre présente des techniques et modes de vie respectueux de l'environnement et de la santé de l'homme (jardinage biologique, habitat sain, énergies renouvelables, efficacité énergétique, épuration écologique). Il publie une revue Les 4 saisons du jardin bio ainsi que de nombreux livres.

### Évènements culturels
- Foire du 1er mai (existe depuis le XIIIe siècle, par édit du Dauphin).
- Foire aux Plants du 8 mai.
- Festival de randonnées dernier week-end de juin (VTT, cyclotourisme, randonnées pédestres et équestres).
- Rallye du Trièves, chaque premier weekend du mois d'août. (Rallye automobile organisé par l'ASA Dauphinoise[34]. )
- Festival de musique « Mens Alors ! »[35] en août.
- Foire de la Transition en septembre[36].
- Festival des jeux en novembre.
- Foire du 15 août.

### Personnalités liées à la commune

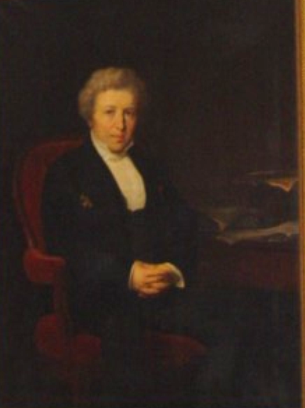
Comte Jean Bérenger (1767-1850)

- Le pasteur Colombe, (1731-1813), fut un chef prédicant célèbre du temps de la clandestinité pour la religion réformée. Condamné à mort par contumace, brûlé en effigie sur une place à Mens, il fut président du synode des églises du désert dans le Dauphiné. Il est le père du Comte Jean Bérenger, personnalité d'influence sous le Premier Empire.
- Le comte Jean Bérenger, (1767 à Tréminis - 1850). Pair de France. Instigateur, avec Lucien Bonaparte du Coup d'état du 18 Brumaire, et l'un des principaux inspirateurs de la Cour des comptes.
- Félix Neff, né le 8 octobre 1798 à Genève et mort le 12 avril 1829 dans la même ville, est un pasteur protestant suisse qui exerça la quasi-totalité de son ministère en France, essentiellement dans le Dauphiné, où il œuvra en tant qu'évangéliste, enseignant, agronome et ingénieur.
- Jules Bérenger, né en 1803. Premier magistrat protestant dans l'histoire de la Cour des comptes (nommé par Louis-Philippe, en 1834).
- Callixte Accarias, né à Mens en 1831, juriste professeur de Droit romain à la faculté de Droit de Paris, inspecteur général des Universités.
- James Durand-Savoyat (1849-1914), homme politique, député de l'Isère de 1889 à 1893.
- Pierre Richard-Willm (1895-1983), acteur français des années 1930 et 1940.
- Philippe Huet (1920-1994), Inspecteur des Finances, Président du SEITA et des Charbonnages de France.
- Jean Ripert (1922-2000), économiste et diplomate.
- Pierre-Patrick Kaltenbach (1936-2014), descendant du Comte Jean Bérenger, magistrat à la Cour des comptes, spécialiste de la moralisation des finances publiques, président de l'Institut national d'études démographiques (INED), du Fonds d'action sociale pour l'insertion des immigrés (FAS), membre de la commission de réforme du Code de la nationalité et de la Commission nationale consultative des droits de l'homme (CNCDH), président des Associations familiales protestantes.
- Clémentine Portier-Kaltenbach (1962-), historienne, auteure et journaliste de presse et de télévision.
- Jeannette Frenoux née Jeanne Astier, infirmière et assistante sociale membre de l’équipe militante du premier centre du Mouvement français pour le planning familial de Grenoble[37], est inhumée au cimetière de Mens[38].

### Héraldique
| Blason de Mens | Blason  | Parti de gueules au lion contourné d'argent, et d'or au dauphin d'azur barbé, oreillé, lorré et peautré de gueules; le tout au comble d'argent chargé de l'inscription « Mens en Trièves » de sable accostée de deux trèfles à quatre feuilles de sinople. |
| Blason de Mens | Détails | Adopté le 25 février 2016. |